# Menneskebiblioteket
Foreningen Menneskebiblioteket er en dansk forening, som blev stiftet af Ronni Abergel og afholdte første arrangement på Roskilde Festival 2000. Konceptet er lige så enkelt, som navnet antyder: i stedet for bøger udlånes mennesker, der hver især repræsenterer grupper i samfundet, som på den ene eller anden måde oplever forudfattede holdninger, fordomme, stigma eller diskrimination. Sammen med de mennesker, der låner dem, har de en 30-minutter lang personlig samtale, der kan være om et svært og tabulagt emne. Man kan låne menneskebøger til events på biblioteker, skoler eller til konferencer eller festivaler.
Menneskene, som man kan låne til samtaler, er i overensstemmelse med Menneskebiblioteks koncept og terminologi derfor "åbne bøger" i den forstand, at de har mod på at svare på alle slags spørgsmål. "Bøgerne" har således også titler, som de selv har defineret på baggrund af de fordomme, som de har mødt i deres liv. Bogudvalget byder bl.a. på alt fra ADHD til Polyamorøs. Udvalget varierer ved hvert arrangement, men et overblik kan findes på organisationens hjemmesider.
Siden koncepts start for snart tyve år siden har Menneskebiblioteket udbredt sig til mere end 85 partnerlande verden over. Heraf er der fire etablerede bogdepoter i Danmark.